# مایانا
مایانا (به لاتین: Maiana) یک جزیره در کیریباتی است که در اقیانوس آرام واقع شده‌است.

## خصوصیات
مایانا ۲٬۰۲۷ نفر جمعیت دارد و ۳ متر بالاتر از سطح دریا واقع شده‌است.